# 金·波林
金·波林（荷蘭語：Kim Polling，1991年2月8日—），荷兰、意大利女子柔道运动员，2013年世界柔道锦标赛女子70公斤级铜牌得主、2023年世界柔道锦标赛混合团体铜牌得主、2024年世界柔道锦标赛混合团体铜牌得主。